# الاتصالات في أوغندا
الاتصالات في أوغندا، يوجد عدد من أنظمة الاتصال في أوغندا، ومنها نظام الاتصالات الهاتفية والإذاعية والتلفزيونية والإنترنت والبريد والعديد من الصحف وزاد استخدام الهواتف والإنترنت في أوغندا بسرعة في السنوات القليلة الماضية.

## التاريخ

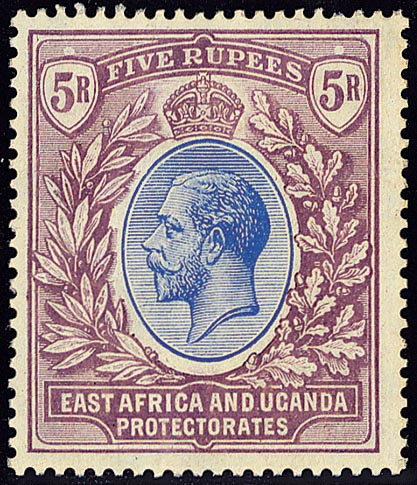
ختم محميات شرق إفريقيا وأوغندا عام 1912 بخمسة روبيات

### من عام 1900 إلى 1970
كانت الخدمة البريدية لمحميات شرق إفريقيا البريطانية وأوغندا تسمى محميات شرق إفريقيا وأوغندا، وتعمل من 1 أبريل 1903 إلى 22 يوليو 1920. من عام 1948 إلى عام 1977، تم توفير الخدمة البريدية في كينيا وتنزانيا وأوغندا من قبل شركة شرق إفريقيا للبريد والاتصالات السلكية واللاسلكية في شرق إفريقيا. مع إنهاء الاستعمار في إفريقيا، سيطرت أوغندا على نظامها البريدي، على الرغم من أنه حتى عام 1961 كانت الطوابع من نظام البريد الاستعماري تصدر جنبًا إلى جنب مع طوابع أوغندا.

### من التسعينيات حتى الوقت الحاضر
احتكرت شركة البريد والاتصالات الأوغندية قطاع الاتصالات الأوغندي حتى سنن قانون الاتصالات الأوغندي في عام 1997. أنشأ القانون لجنة الاتصالات الأوغندية، المنظم الحالي للاتصالات في أوغندا.

## الهاتف

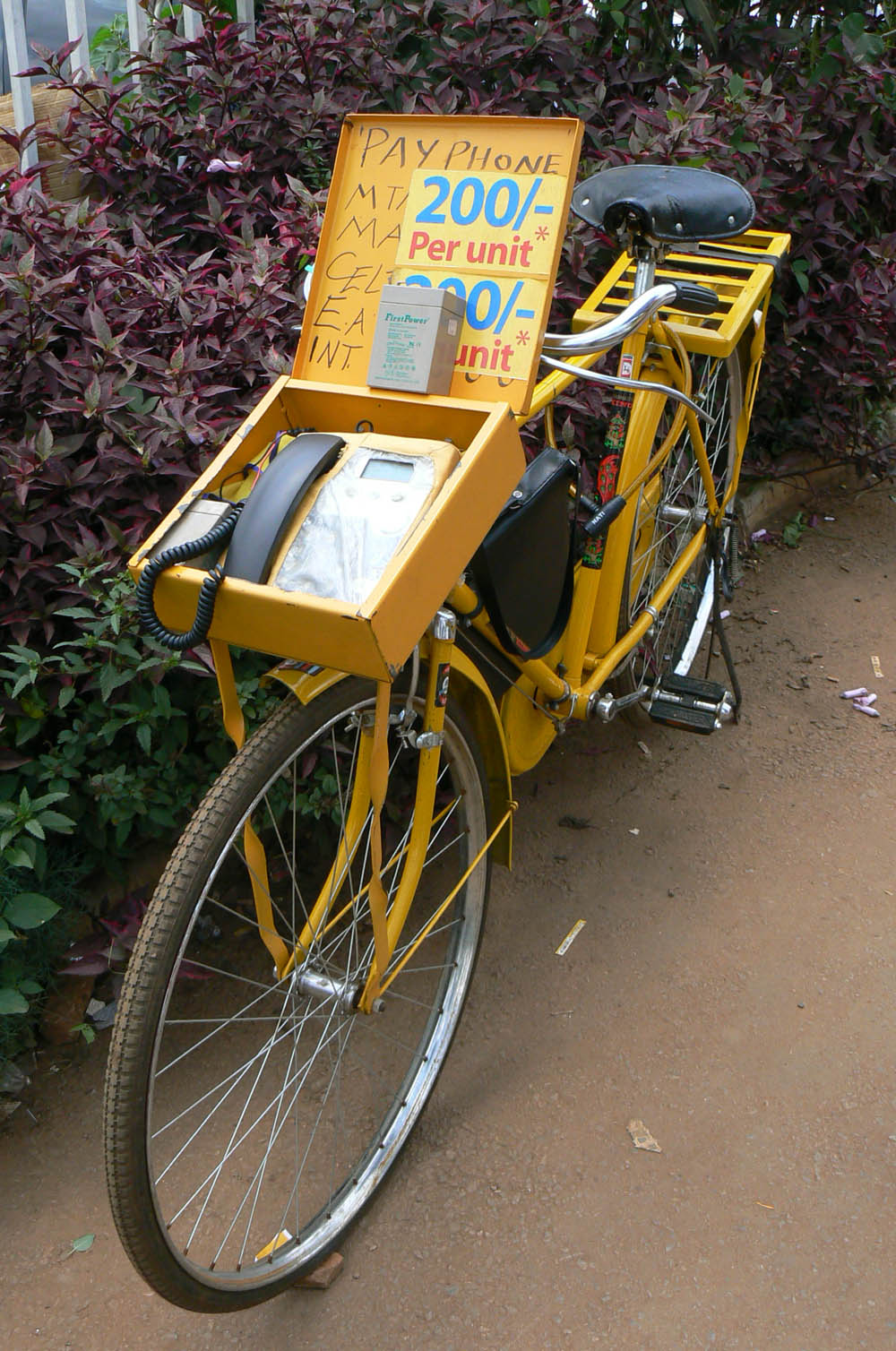
هاتف عمومي مُركب على دراجة في أوغندا.

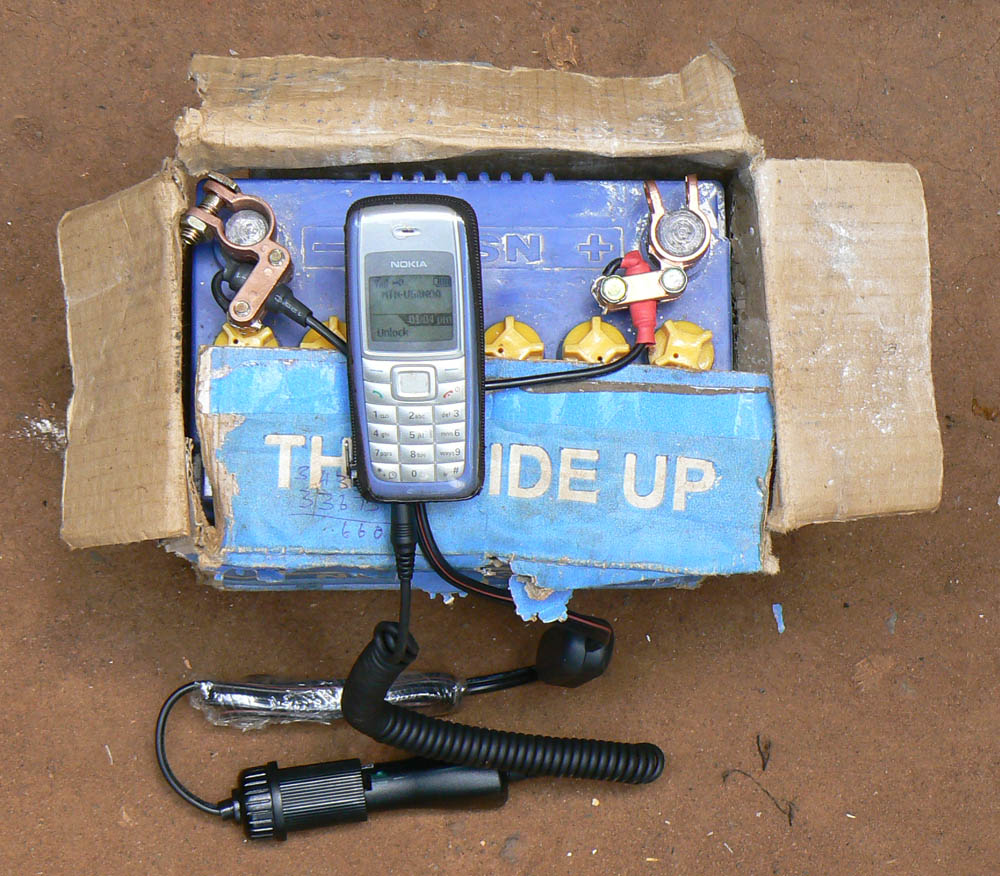
هاتف محمول يشحن من بطارية سيارة في أوغندا.

اعتبارًا من يونيو 2018، وصف كتاب حقائق وكالة المخابرات المركزية نظام الاتصالات الهاتفية بأنه «تم تطويره من خلال شراكات خاصة»، "بأكثر من 1,800 كيلومتر (1,118 ميل) من الألياف الضوئية "، وشبكة الجيل الرابع متوفرة في معظم المدن الكبرى والمتنزهات الوطنية، وخدمة الجيل الثالث متوفرة في المراكز الحضرية من الدرجة الثانية. اعتبارًا من عام 2004، كانت شركة أوغندا تيليكوم المحدودة (يو تي إل) و «سيلتيك» و «إم تي إن» و «أوغندا ليميتيد» هم مشغلين الاتصالات الثلاثة المرخص لهم من قبل لجنة الاتصالات الأوغندية.
في عام 2018، كان هناك 368243 خط هاتفي رئيسي مستخدماً في أوغندا، مما يجعل ترتيب أوغندا مائة وثامن من حيث البلدان التي لديها أكبر خطوط للهاتف الرئيسية. في عام 2016، كان هناك 22.838 مليون هاتف محمول قيد الاستخدام، مما يجعل أوغندا تحتل المرتبة الرابعة والخمسين من حيث البلدان التي لديها أكبر عدد من الهواتف المحمولة المستخدمة. وكانت هذه زيادة عن عام 2006 عندما كان هناك 108600 خط هاتف رئيسي قيد الاستخدام في أوغندا، ومن عام 2007 عندما كان هناك 4.195 مليون هاتف محمول قيد الاستخدام. بحلول يونيو 2018، بلغ العدد الإجمالي لمستخدمين الهاتف المحمول في أوغندا 23.6 مليون، أو 57.6٪ من 41 مليون نسمة، وفقًا للجنة الاتصالات الأوغندية.
اعتبارًا من مارس 2010، يتم نقل حركة الهاتف عبر الأسلاك. ويتم استخدام مرحل الموجات اللاسلكية ومحطات اتصلات الهاتف اللاسلكي في الاتصالات المحلية أيضًا، وتستخدم الأنظمة الخلوية الثابتة والمتنقلة لحركة المرور قصيرة المدى.
اعتبارًا من مارس 2010، يتم توفير الاتصالات الهاتفية الدولية من قبل Intelsat ومحطة أرضية ساتلية Inmarsat ، جنباً إلى جنب مع الوصلات التناظرية إلى كينيا وتنزانيا ورمز الاتصال الدولي هو 256.

## الإنترنت
في عام 2018، كان لدى أوغندا 18.149 مليون مستخدم للإنترنت، أو 45.9٪ من السكان (المرتبة 52 في العالم). هذا ارتفاع من 2.5 مليون مستخدم في عام 2008 (المرتبة 64 في العالم).
في عام 2012، كان لدى أوغندا 36332 اشتراكًا في النطاق العريض الثابت (المرتبة 119 في العالم) أو 0.1٪ من السكان (المرتبة 165 في العالم)  و 2.5 مليون اشتراك في النطاق العريض اللاسلكي (المرتبة 58 في العالم) أو 7.6٪ من السكان (المرتبة 99 في العالم). في العالم).
في عام 2006، كان لدى أوغندا 18 مزود خدمة إنترنت. يوفر مشغلو شبكات الهاتف المحمول خدمات الإنترنت للأوغنديين جنبًا إلى جنب مع مزودي الإنترنت عبر الخطوط الثابتة.
كانت (إم تي إن) أول مشغل للهاتف المحمول يقدم خدمات الإنترنت في أوغندا عبر GPRS ، لكن (أورنج فرنش تيليكوم) كانت أول من نشر الإنترنت عبر الهاتف المحمول من خلال تقديم خدمات الجيل الثالث بعد انضمامها إلى السوق في عام 2009، وتم سحب شركة أورنج في النهاية من العديد من أسواق الناطقين باللغة الإنجليزية في إفريقيا، وتم شراء شركتهم العاملة في أوغندا من قبل شركة أفريسيل أوغندا في عام 2014 
نشرت إم تي إن لاحقًا خدمات الإنترنت عبر الهاتف المحمول من الجيل الثالث بعد انخفاض الإيرادات في خدمات الصوت والرسائل النصية التقليدية. وحذا حذوه وارد وزين ويو تى ال وآخرون. دخلت فودافون السوق لاحقًا كأول شركة MVNO في أوغندا.
كما زاد عدد مزودي خدمة الإنترنت عبر الخطوط الثابتة في أوغندا، تقدم هذه بشكل أساسي خدمات إنترنت مخصصة متميزة للعملاء من رجال الأعمال. بعض مزودي خدمة الإنترنت البارزين للأعمال تشمل روكي تيليكوم وأون سيلوشن وسميل كوميونيكيشون وداتا نت وليكيل تيليكوم وافريكا اولاين وغيرها. توفر هذه خدمات إنترنت عالية السرعة لخدمات المؤسسات بسرعات تتراوح من 0.5 ميجابت / ثانية إلى 5 ميجابت / ثانية تقدم حلول اتصال 4G LTE و Wimax و Fiber.
في ديسمبر 2015، أطلقت Google أول شبكة wi-fi في كمبالا.

### الرقابة على الإنترنت والمراقبة
في سبتمبر 2009، لم تجد مبادرة OpenNet أي دليل على تصفية الإنترنت في جميع المجالات الأربعة (السياسية، والاجتماعية، والصراع / الأمن، وأدوات الإنترنت) التي تختبرها.
على الرغم من أن أوغندا قد خطت خطوات تكنولوجية كبيرة في السنوات الأخيرة، إلا أنها لا تزال تواجه عددًا من التحديات في الحصول على عرض نطاق إنترنت موثوق وميسور التكلفة. هذا، وليس نظام ترشيح رسمي ترعاه الحكومة، هو العقبة الرئيسية أمام الوصول إلى الإنترنت. قبيل الانتخابات الرئاسية في فبراير 2006، قامت لجنة الاتصالات الأوغندية (UCC) بحجب الموقع الإلكتروني المناهض للحكومة RadioKatwe في الحالة الوحيدة المبلغ عنها دوليًا لتصفية الإنترنت في أوغندا حتى ذلك التاريخ.
خلال الانتخابات النيابية لعام 2016 ، أمرت الحكومة بحجب وسائل التواصل الاجتماعي لمدة 72 ساعة (18-21 فبراير).
في يوليو 2018، فرضت أوغندا ضريبة على خدمات الرسائل والصوت «فوق»، والتي تشمل الشبكات الاجتماعية. يجب على المستخدمين دفع 200 شلن (حوالي 0.06 دولار أمريكي) يوميًا من أجل استخدام هذه الخدمات. الغرض المعلن من القانون هو توفير إيرادات حكومية إضافية، والسيطرة على «القيل والقال» التي تنتشر عبر هذه المنصات. كما تم حظر خدمات " في بي إن" VPN ، بعد أن استخدمها المواطنون للتحايل على الضريبة. وأدانت منظمة العفو الدولية الضريبة باعتبارها «محاولة واضحة لتقويض الحق في حرية التعبير». انخفض استخدام الإنترنت بشكل كبير بعد فرض الضريبة.

## الخدمة البريدية
اعتبارًا من عام 2004، كانت شركة بريد أوغندا المحدودة هي الخدمة البريدية الوحيدة المرخصة من قبل لجنة الاتصالات الأوغندية في أوغندا. اعتبارًا من 2010، غيرت شركة بريد أوغندا المحدودة اسمها إلى Posta Uganda.

## الإذاعة والتلفزيون
هيئة الإذاعة الأوغندية هي محطة البث العامة، وينص قانون هيئة الإذاعة الأوغندية لعام 2004 على أنه يجب تمويل UBC من خلال فرض رسوم ترخيص التلفزيون. بدأ تحصيل رسوم الترخيص المحددة بـ 20000 دولار أمريكي (حوالي 8.40 يورو أو 10.80 دولار أمريكي) في عام 2005. ومع ذلك، أوقف الرئيس يوري موسيفيني عملية الجمع. منذ ذلك الحين كان هناك ضغط لإعادة رسوم الترخيص للحفاظ على استقلالية UBC.

## الصحف
تشمل الصحف اليومية في أوغندا ذا نيو ڤيجون و صاندي ڤيجون و ذا ديلي مونيتو و صاندي مونيتور و ذا رد بيبير و ذا صاندي بيبير و ذا أوغندا ابزورفر و إيست أفريكان بيزنس ويك و ذا اكستريموود في المنطقة الشمالية من أوغندا. أخبار المشتريات في شرق أفريقيا هي صحيفة تجارية أسبوعية.

## مدونات في أوغندا
يتزايد استخدام المدونات كوسيلة للتواصل في أوغندا. تجعل معدلات البيانات المعقولة، وزيادة انتشار الإنترنت ومنصات التدوين المجانية مثل Wordpress و Blogger مستخدمي الإنترنت يتجهون إلى منصات التدوين للتعبير عن أنفسهم بشكل إبداعي والتعليق على الشؤون الجارية وإعلام الجمهور من بين أسباب أخرى.

## روابط خارجية
- لجنة الاتصالات الأوغندية: وكالة حكومية
- لجنة الاتصالات الأوغندية - يونيو 2008 فهرس محطات الإذاعة والتلفزيون - pdf
- صفحة GSM العالمية على أوغندا
- PanAfriL10n على أوغندا